# Bom Sucesso (Paraná)
Pour les articles homonymes, voir Bom Sucesso.
Bom Sucesso est une municipalité brésilienne située dans l'État du Paraná.